# Bo Werne
Bo Habib Hafidh Werne, född 15 juli 1936 i Köpenhamn, död 15 juli 2006 i Malmö S:t Pauli församling, var en svensk-dansk direktör och konvertit till islam. Han studerade språk och juridik i Lund fram till 1966, då han bosatte sig i Tunisien. Han var verksam för svenskt näringsliv i Tunisien, Italien, Kenya, Moçambique, Turkiet och Kazakstan och bosatte sig 1970 i Östafrika.
Bo Werne gav år 2000 ut verket Tro och gärning i islam i två volymer på över 700 sidor med kommenterade exempel ur Eric Hermelins översättningar av persiskspråkiga författare, diktare, teologer och mystiker under islams första sex århundraden. Werne utgår i sina kommentarer från ett sunnitiskt perspektiv med inslag av traditionell, "ortodox" (snarare än "berusad") sufism.